# Illar (Palestyna)
Illar – miasto w Palestynie, w muhafazie Tulkarm. Według danych Palestyńskiego Centralnego Biura Statystycznego w 2016 roku liczyło 7261 mieszkańców.